# مجتمع نباتي

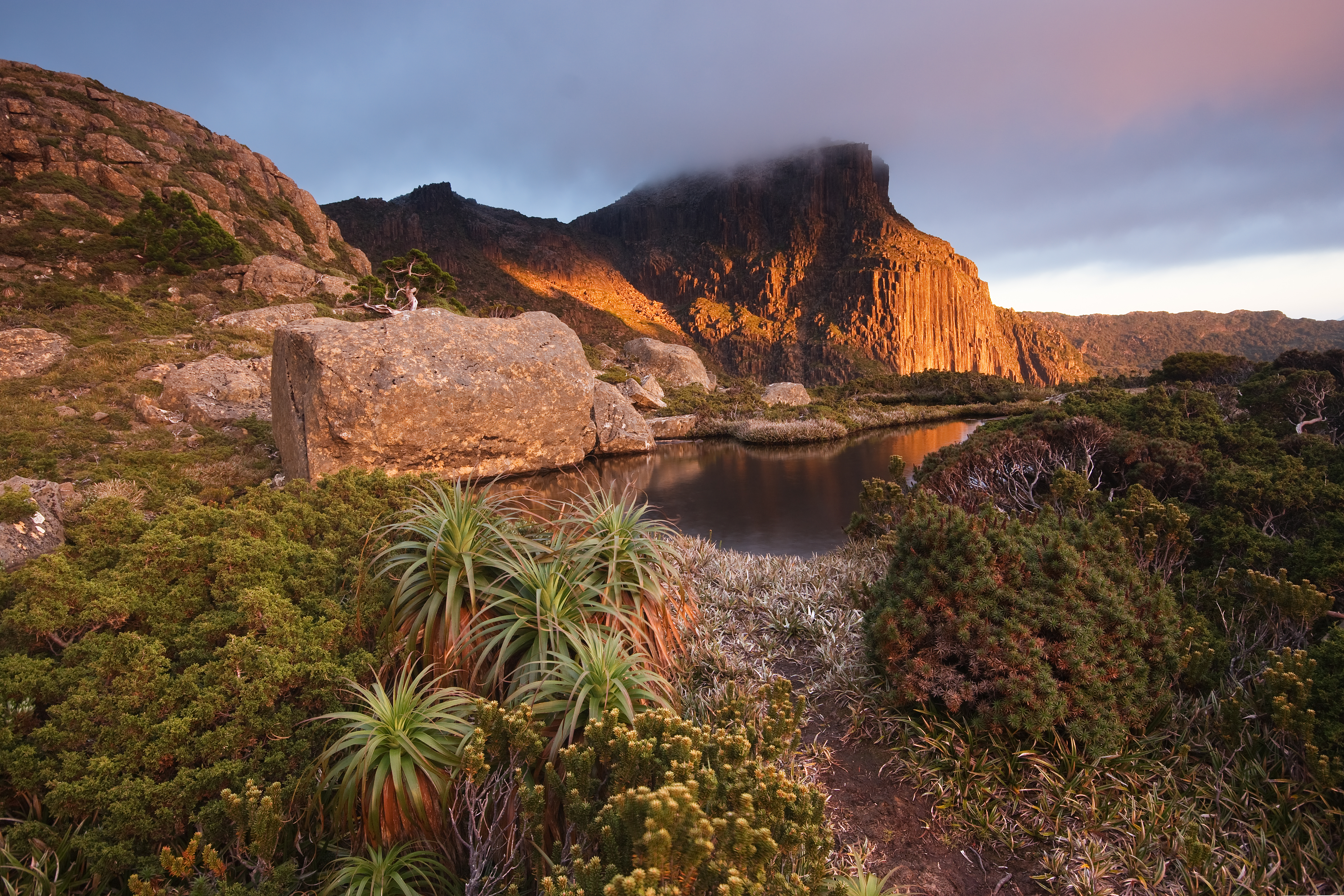
العديد من أنواع النباتات تتواجد في تاسمانيا، أستراليا.

تجمع النباتات أو مجتمع النبات أو جملة نباتية (بالإنجليزية: Plant community)‏، هي مزيج من عدد من أنواع النباتات التي توجد بينها علاقات المنافسة وتتواجد في وحدة جغرافية معينة، والتي تشكل رقعة موحدة نسبياً، والتي يمكن تمييزها من الوحدات الجغرافية المجاورة من أنواع النباتات المختلفة. وتتأثر مكونات كل مجتمع نباتي بنوع التربة والطبوغرافيا والمناخ والاضطراب البشري.